# Vicariato apostolico di Izabal
Il vicariato apostolico di Izabal (in latino: Vicariatus Apostolicus Izabalensis) è una sede della Chiesa cattolica in Guatemala immediatamente soggetta alla Santa Sede. Nel 2022 contava 242.000 battezzati su 505.000 abitanti. È retto dal vescovo Miguel Ángel Martínez Méndez.

## Territorio
Il vicariato apostolico comprende il dipartimento di Izabal, in Guatemala.
Sede del vicariato è la città di Puerto Barrios, dove si trova la cattedrale dell'Immacolata Concezione.
Il territorio è suddiviso in 19 parrocchie.

## Storia
L'amministrazione apostolica di Izabal fu eretta il 30 aprile 1968 con il decreto Cum territorium della Congregazione per i vescovi, ricavandone il territorio dalla diocesi di Zacapa.
Il 12 marzo 1988 l'amministrazione apostolica è stata elevata a vicariato apostolico con la bolla Qui arcano di papa Giovanni Paolo II che, lo stesso giorno, con la lettera apostolica Manifesta iam diu, ha proclamato la Beata Maria Vergine, venerata con il titolo dell'Immacolata Concezione, patrona principale del vicariato apostolico.

## Cronotassi dei vescovi
Si omettono i periodi di sede vacante non superiori ai 2 anni o non storicamente accertati.
- Gerardo Humberto Flores Reyes † (9 maggio 1969 - 7 ottobre 1977 nominato vescovo di Verapaz)
- Luis María Estrada Paetau, O.P. † (27 ottobre 1977 - 12 giugno 2004 dimesso)
- Gabriel Peñate Rodríguez (21 maggio 2004 - 26 luglio 2011 dimesso)[2]
- Domingo Buezo Leiva (9 febbraio 2013 - 16 luglio 2021 nominato vescovo di Sololá-Chimaltenango)[3]
- Miguel Ángel Martínez Méndez, dal 23 dicembre 2022

## Statistiche
Il vicariato apostolico nel 2022 su una popolazione di 505.000 persone contava 242.000 battezzati, corrispondenti al 47,9% del totale.
| anno | popolazione | popolazione | popolazione | presbiteri | presbiteri | presbiteri | presbiteri                | diaconi | religiosi | religiosi | parrocchie |
| anno | battezzati  | totale      | %           | numero     | secolari   | regolari   | battezzati per presbitero | diaconi | uomini    | donne     | parrocchie |
| ---- | ----------- | ----------- | ----------- | ---------- | ---------- | ---------- | ------------------------- | ------- | --------- | --------- | ---------- |
| 1970 | 180.000     | 200.000     | 90,0        | 13         |            | 13         | 13.846                    |         | 15        | 19        | 8          |
| 1976 | 195.000     | 220.000     | 88,6        | 13         |            | 13         | 15.000                    |         | 14        | 22        | 8          |
| 1980 | 209.600     | 242.500     | 86,4        | 12         | 1          | 11         | 17.466                    |         | 12        | 18        | 9          |
| 1990 | 230.000     | 303.000     | 75,9        | 16         | 5          | 11         | 14.375                    |         | 15        | 32        | 13         |
| 1990 | 230.000     | 303.000     | 75,9        | 16         | 5          | 11         | 14.375                    |         | 15        | 32        | 13         |
| 1999 | 250.000     | 375.000     | 66,7        | 23         | 6          | 17         | 10.869                    | 2       | 20        | 47        | 13         |
| 2000 | 250.000     | 375.000     | 66,7        | 20         | 2          | 18         | 12.500                    | 2       | 21        | 47        | 13         |
| 2001 | 250.000     | 375.000     | 66,7        | 18         | 12         | 6          | 13.888                    | 1       | 9         | 47        | 13         |
| 2002 | 250.000     | 375.000     | 66,7        | 17         | 11         | 6          | 14.705                    | 2       | 10        | 51        | 13         |
| 2003 | 250.000     | 375.000     | 66,7        | 16         | 10         | 6          | 15.625                    | 2       | 10        | 51        | 13         |
| 2004 | 250.000     | 375.000     | 66,7        | 10         | 3          | 7          | 25.000                    | 1       | 10        | 51        | 13         |
| 2010 | 280.000     | 419.000     | 66,8        | 24         | 20         | 4          | 11.666                    | 9       | 9         | 46        | 15         |
| 2014 | 308.000     | 461.200     | 66,8        | 25         | 20         | 5          | 12.320                    |         | 10        | 54        | 18         |
| 2017 | 219.000     | 455.982     | 48,0        | 31         | 26         | 5          | 7.064                     |         | 9         | 47        | 18         |
| 2020 | 233.700     | 486.576     | 48,0        | 24         | 19         | 5          | 9.737                     |         | 7         | 47        | 18         |
| 2022 | 242.000     | 505.000     | 47,9        | 30         | 25         | 5          | 8.066                     |         | 7         | 54        | 19         |